# پائولی آرباری
پائولی آرباری (به ایتالیایی: Pauli Arbarei) یک کومونه در ایتالیا است که در استان مدیو کامپیدانو واقع شده‌است. پائولی آرباری ۱۵٫۱ کیلومتر مربع مساحت و ۶۴۶ نفر جمعیت دارد و ۱۳۶ متر بالاتر از سطح دریا واقع شده‌است.